# Sønderside
Sønderside var i 1400- og 1500-tallet et fiskerleje mellem Ho Klitplantage og Skallingen sydøst for Blåvands Huk. Det blev udslettet under den anden store manddrukning i 1634.
Fiskerlejet kendes fra flere skriftlige kilder, men man har været i tvivl om hvor præcist det har ligget.
I 1994 foretog Varde Museum en mindre prøvegravning i Ho Klitplantage i håb om at støde på rester af Sønderside. I første omgang gav det ikke noget resultat, men man har gennem årene fortsat, og på 14 steder er der fundet potteskår, som kan dateres til 15-1600 tallet, hvilket aldersmæssigt passer med bebyggelsen. I 1995-1997 blev der foretaget arkæologiske undersøgelser i området, hvor der blandt andet fandtes en lille, ca. 8 meter lang og 4 meter bred, hustomt, og et omfattende fundmateriale der vidner om husholdning, fiskeri og muligvis klædehandel.
I 2023 gennemførte tyske arkæologer undersøgelser i området. Ved hjælp af moderne teknologi, hvor der kan "ses" gennem sand og jordlag, lykkedes det finde nye spor af det tilsandede fiskerleje, herunder huse, hytter og boder.
Sønderside lå ved Havnegrøften, der menes at have været kystlinje, før Skallingen blev dannet.